# Скотт (авіабаза)
Авіаба́за Скотт (англ. Scott Air Force Base, (IATA: BLV, ICAO: KBLV, FAA ідент. місц.: BLV) — чинна військово-повітряна база Повітряних сил США розташована в окрузі Сент-Клер поблизу Беллвілла східніше Сент-Луїса у штаті Іллінойс.

## Зміст
Військово-повітряна база Скотт була однією з 23 тренувальних центрів Авіаційної секції Корпусу зв'язку, утворених у квітні 1917 року наприкінці Першої світової війни. На базі розміщуються одне з головних командувань Повітряних сил США — Транспортне, а також Об'єднаного Транспортного Командування Збройних сил США.

## Дислокація
На авіаційній базі Скотт за станом на 2016 рік базуються формування Транспортного Командування Повітряних сил, а також окремі частини та формування інших видів збройних сил США.
Військова база є постійним пунктом дислокації 375-го транспортного крила регулярних Повітряних сил, 932-го транспортного крила Резервного командування й 126-го авіаційного крила дозаправлення Повітряних сил Національної гвардії Іллінойсу.
Інші формування:
- Командування розгортання та транспортування на морі (англ. Surface Deployment and Distribution Command);
- 18-та повітряна армія;
- 635-е крило авіаційних поставлень;
- Центр мережевих інтеграцій Повітряних сил США (англ. Air Force Network Integration Center);
- Управління інформаційного забезпечення міністерства оборони США (англ. Defense Information Systems Agency).

## Галерея

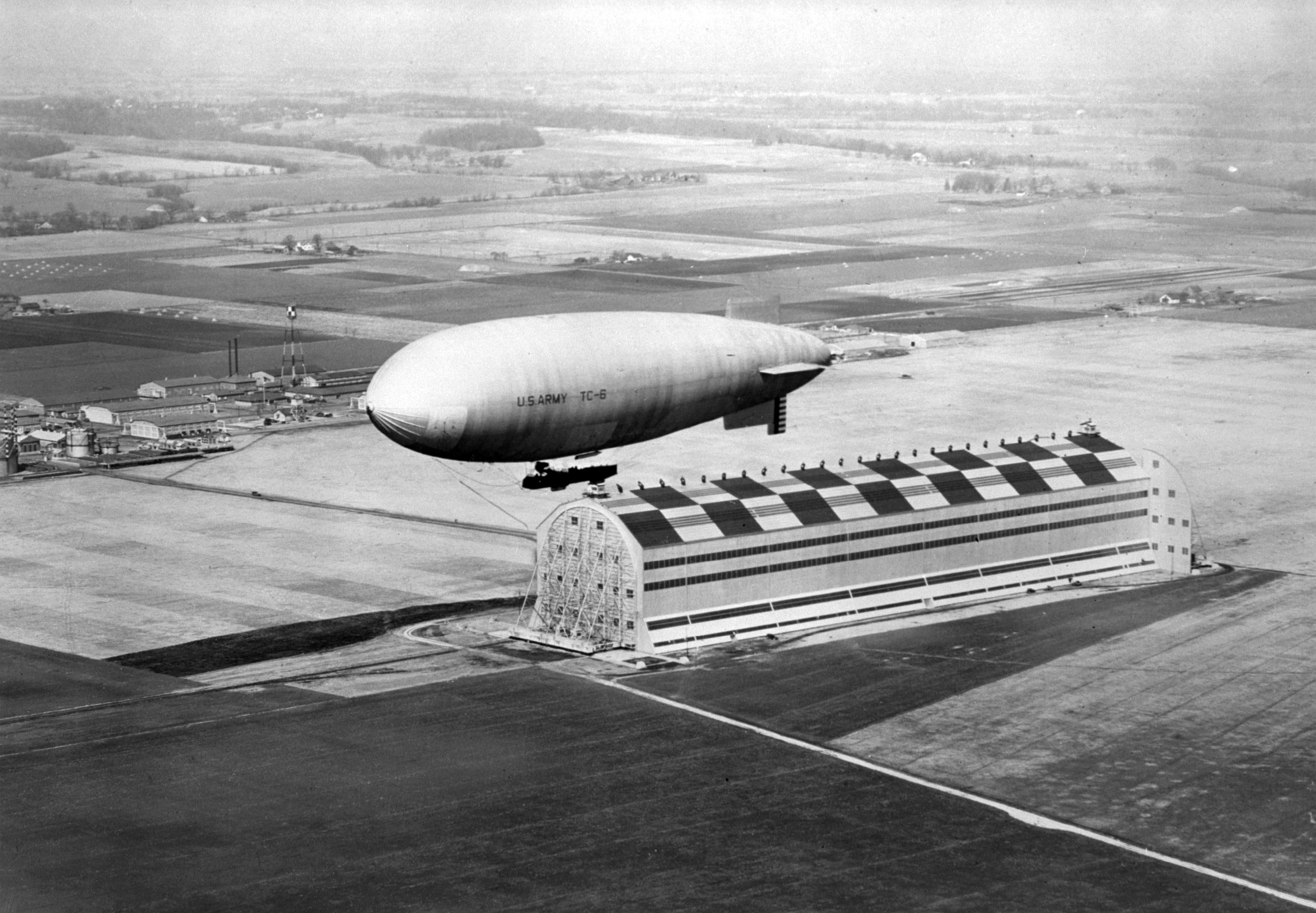
Дирижабль TC-6 над ангаром авіабази. 1926
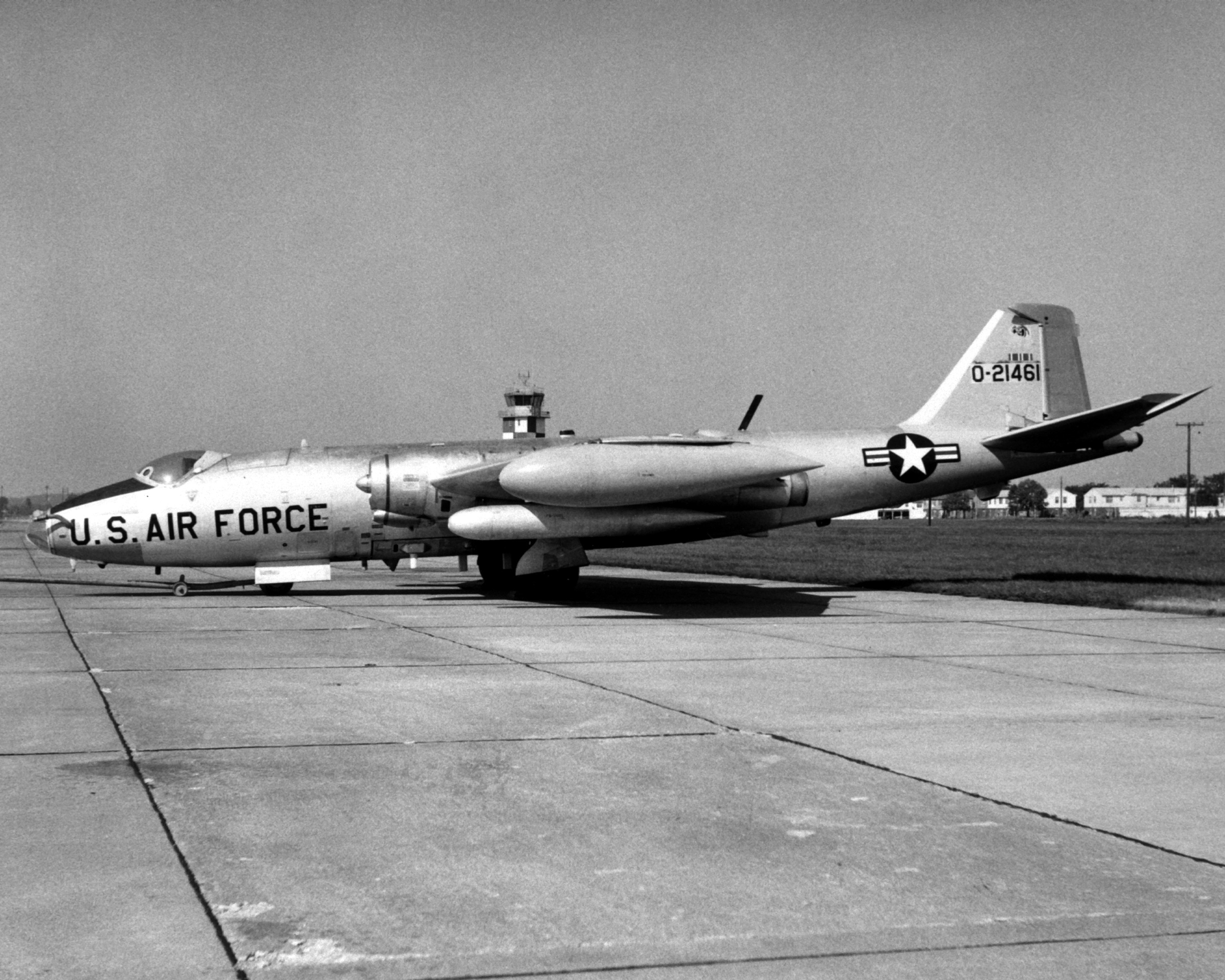
Літак радіоелектронної боротьби EB-57A Canberra. 20 вересня 1969
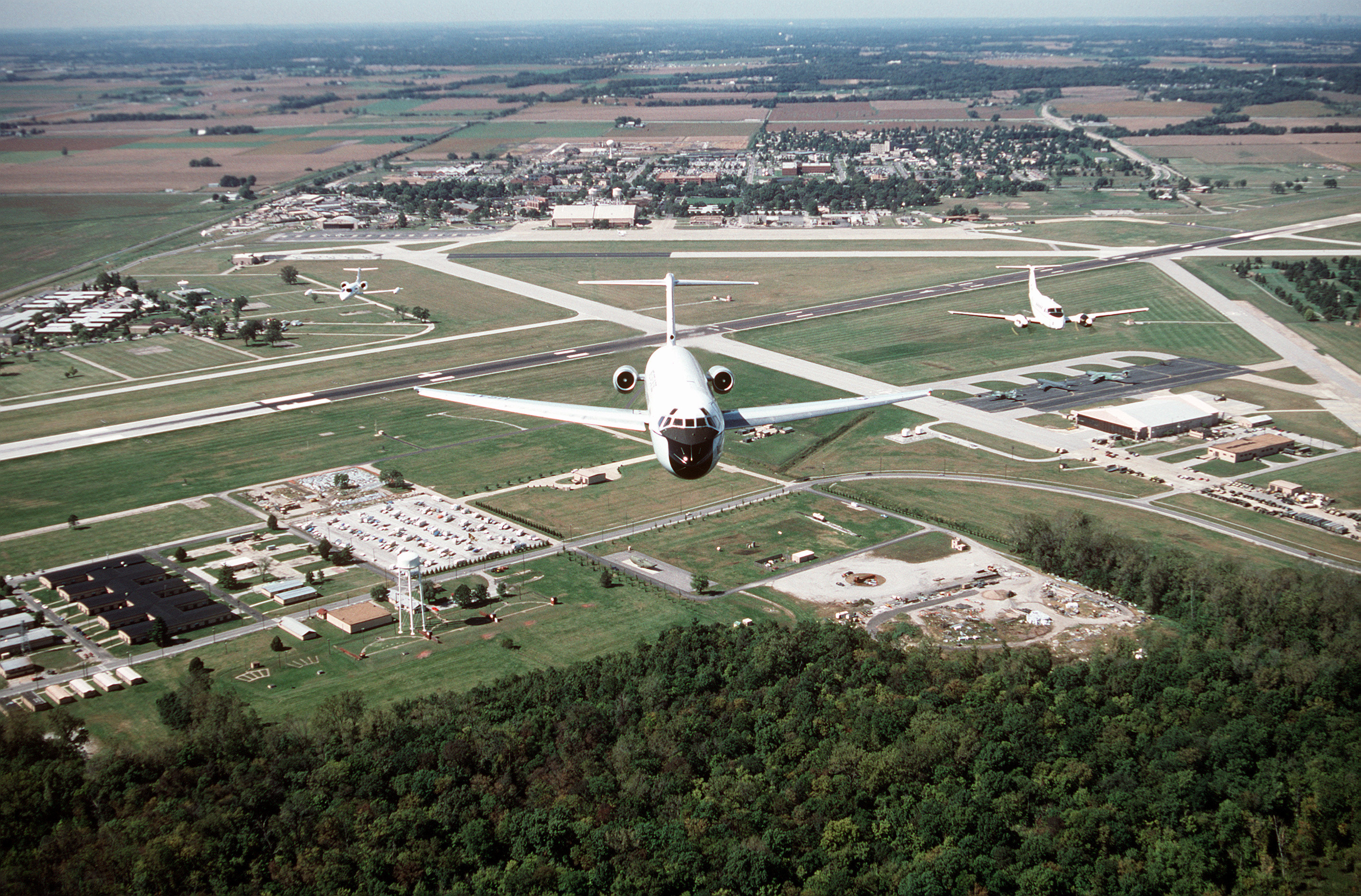
Літаки Транспортного командування C-9 Nightingale, C-21A та C-12F Huront на польоті над аеродромом Скотт. 29 вересня 1993
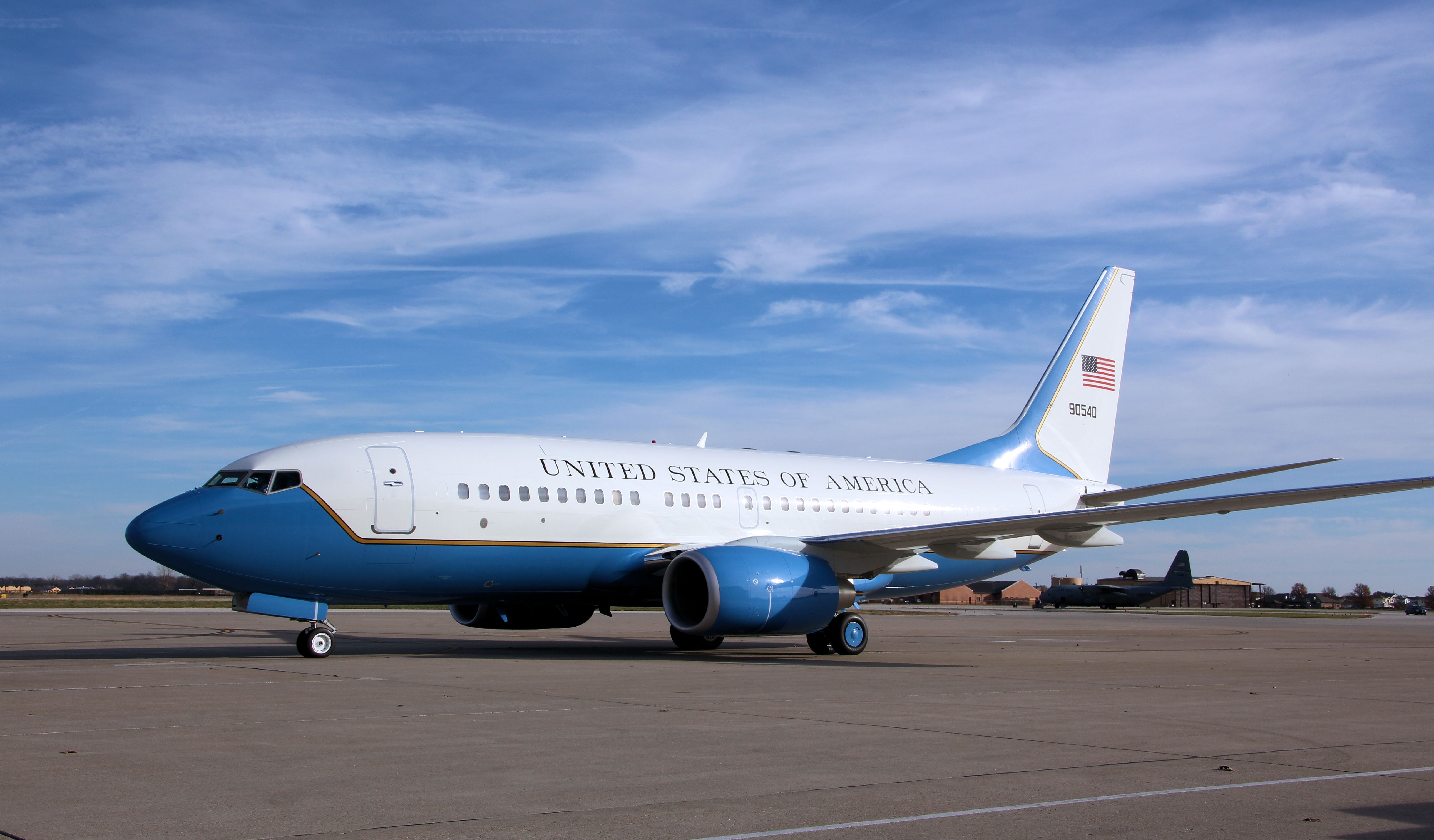
Пасажирський літак C-40C 932-го транспортного крила на злітній смузі авіабази. 2011
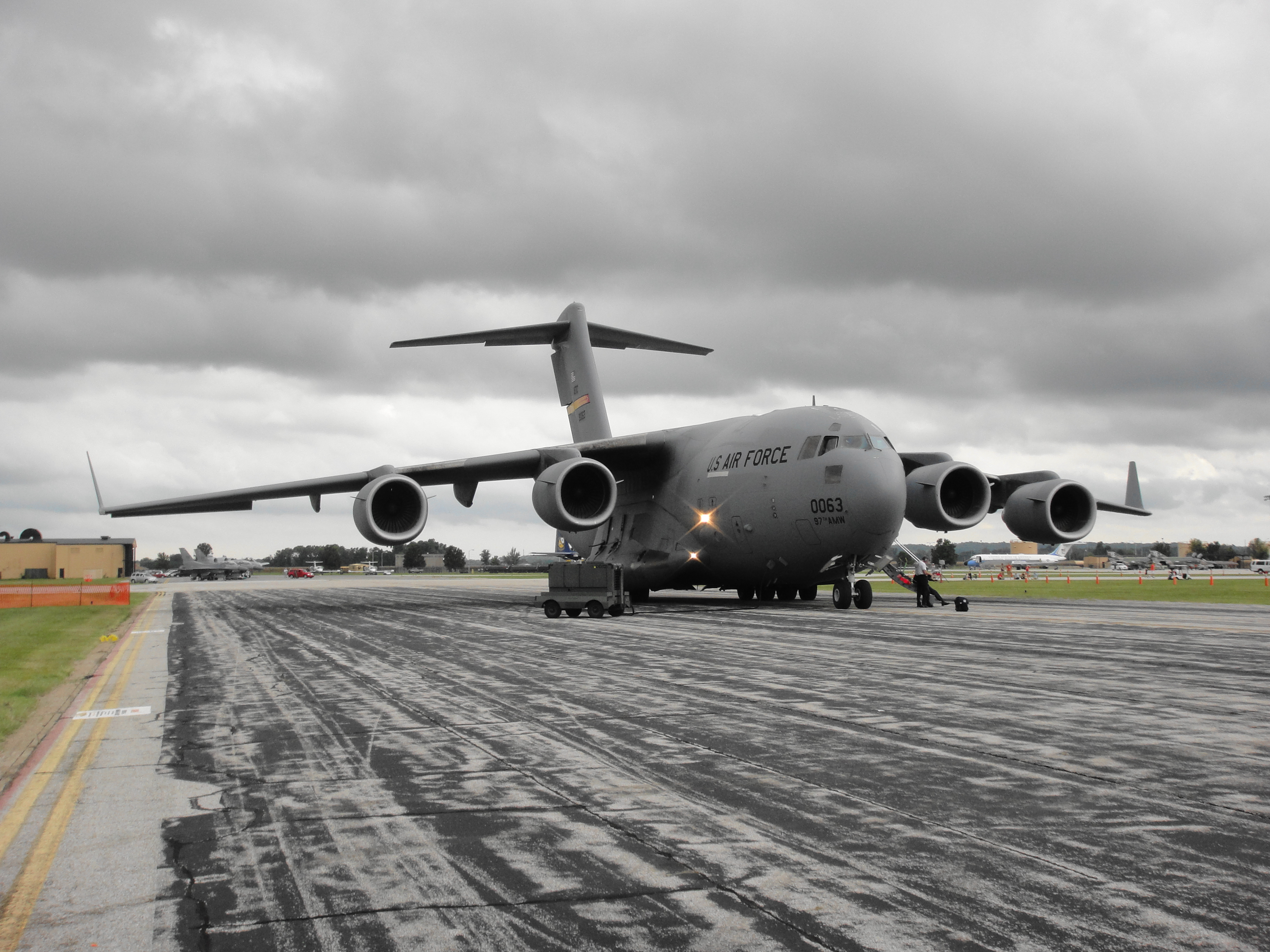
Військово-транспортний літак C-17 готується до зльоту після авіашоу. 11 вересня 2010
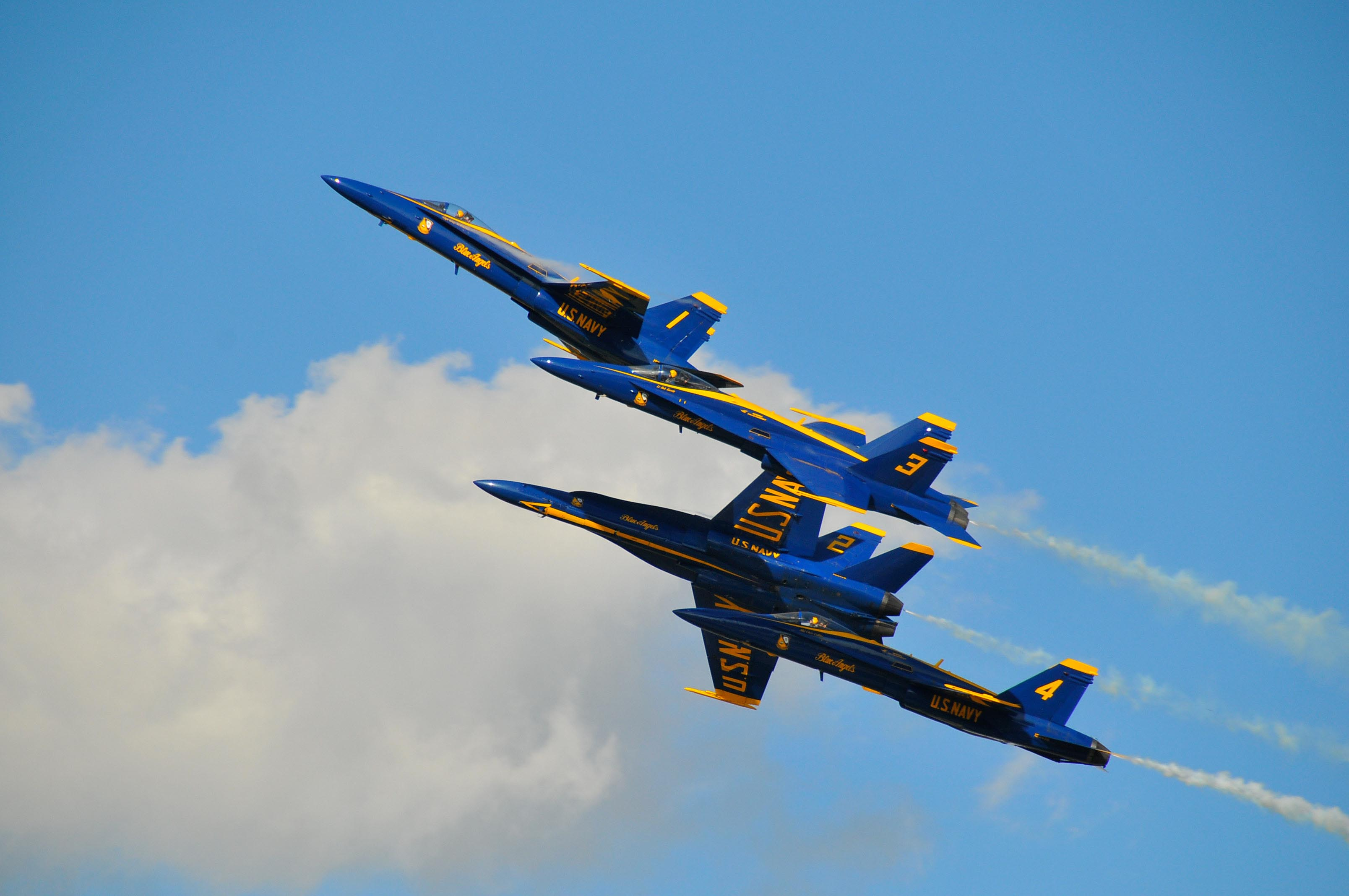
Літаки F/A-18 Hornet пілотажної групи Військово-морських сил США «Блакитні ангели» у ході демонстраційних польотів на авіабазі Скотт. 11 вересня 2010
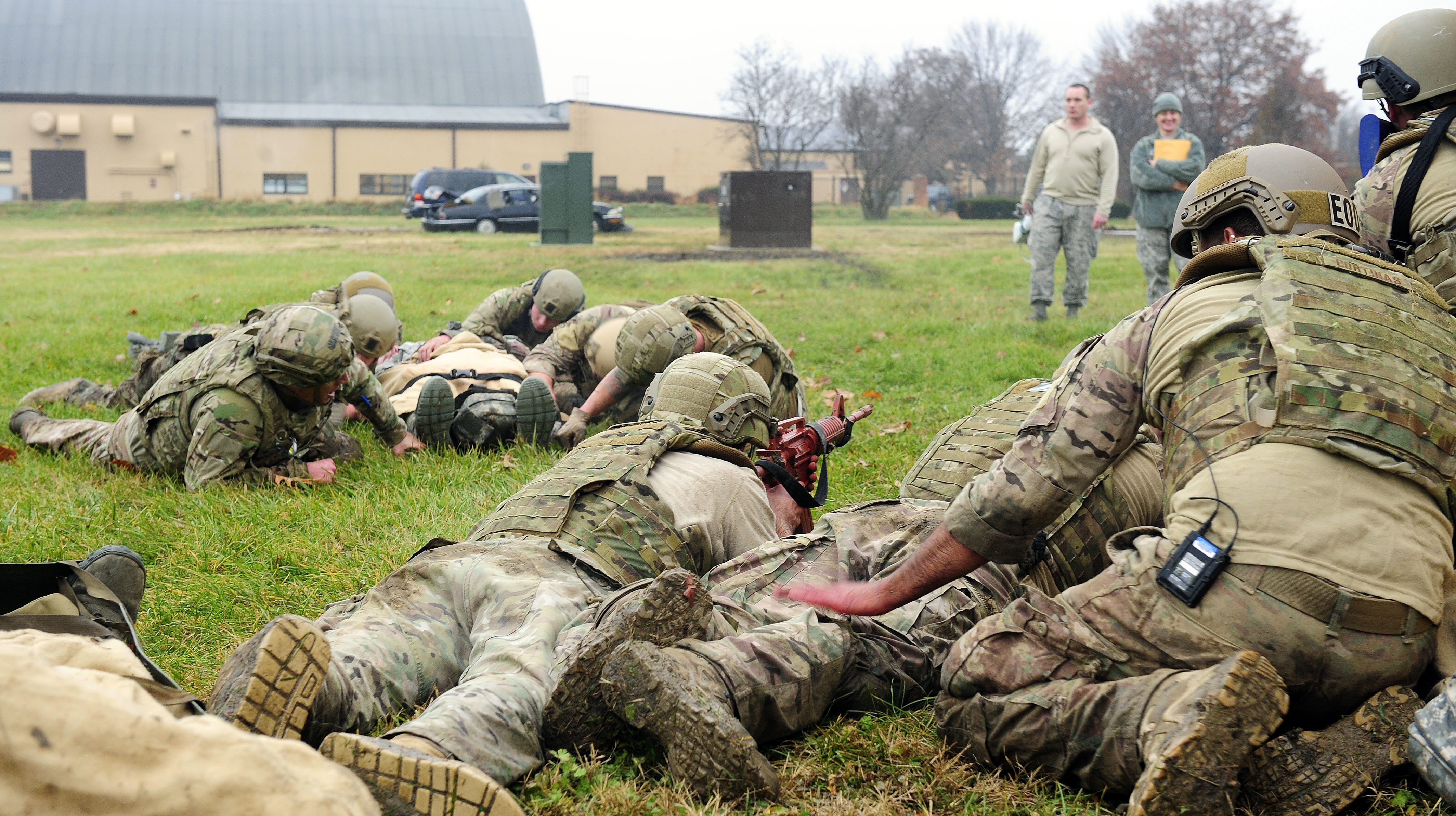
Польові заняття з рятування постраждалих у наслідок підриву на СВП у навчально-бойових умовах. 4 грудня 2014
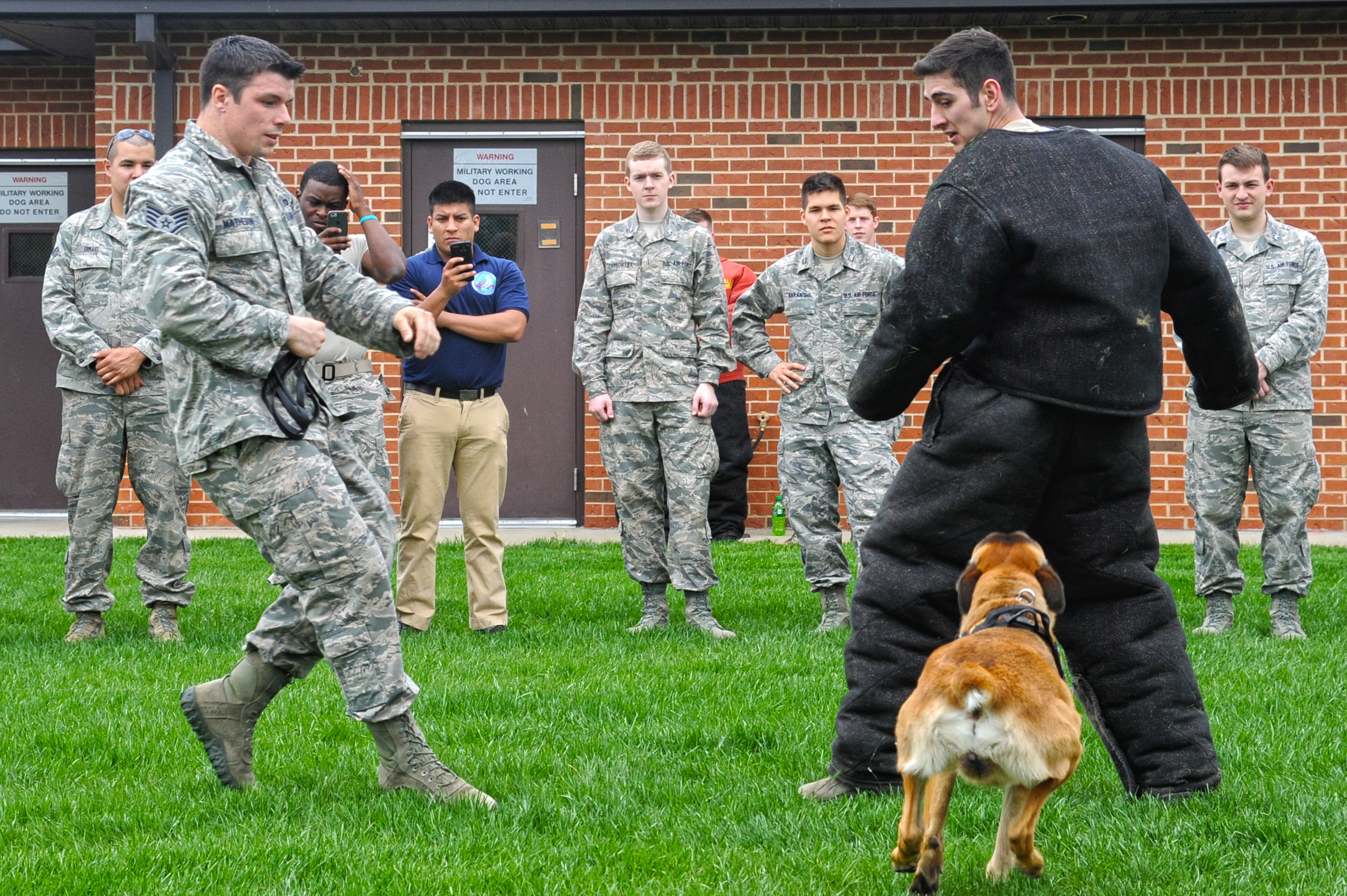
Тренування бойового собаки з слухачами Корпусу підготовки офіцерів резерву США на авіабазі. 17 квітня 2015
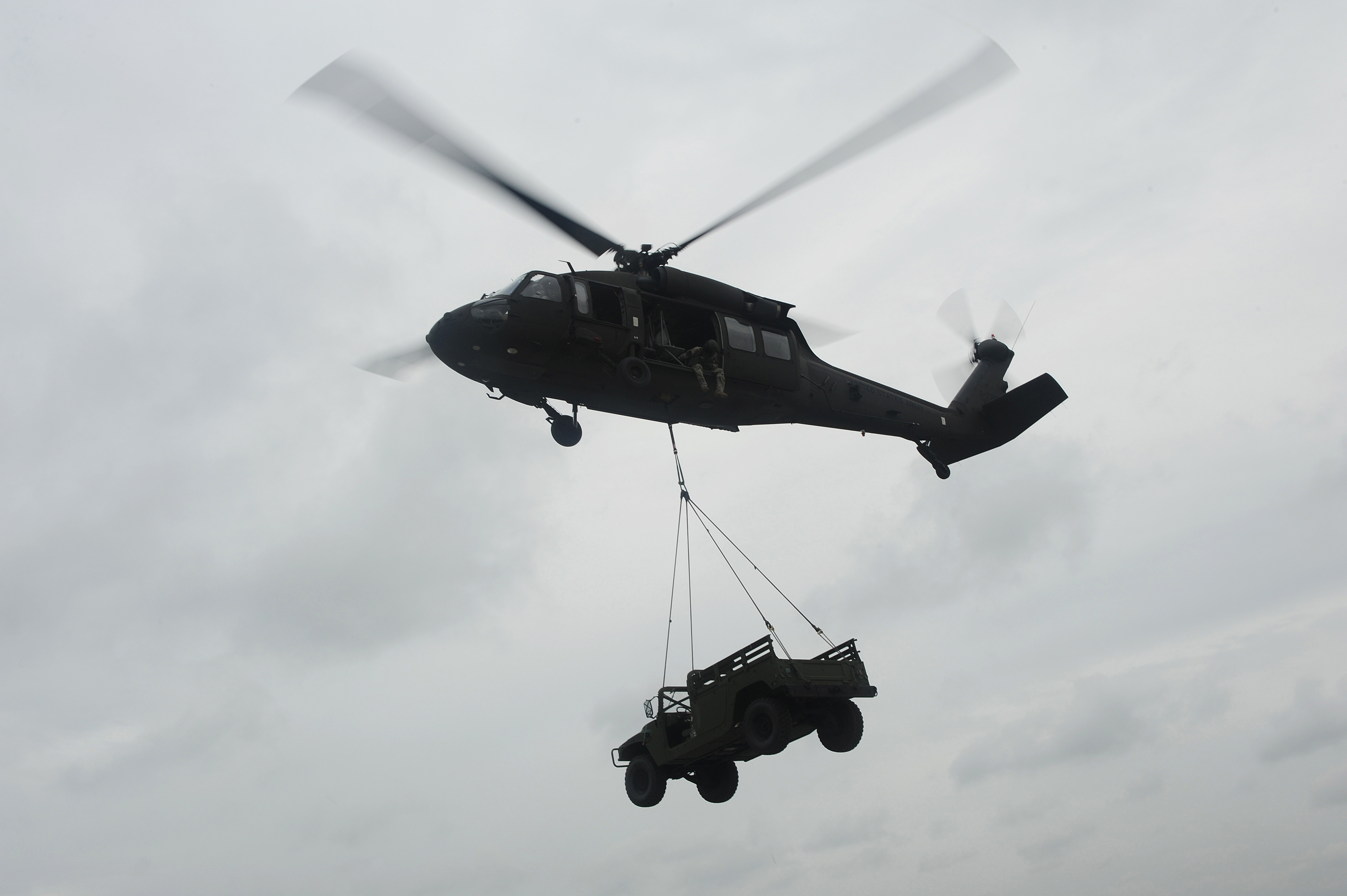
Тренування особового складу бази з вертольотом UH-60 Black Hawk з перекидання повітрям вантажів (у цьому випадку HMMWV). 6 вересня 2014
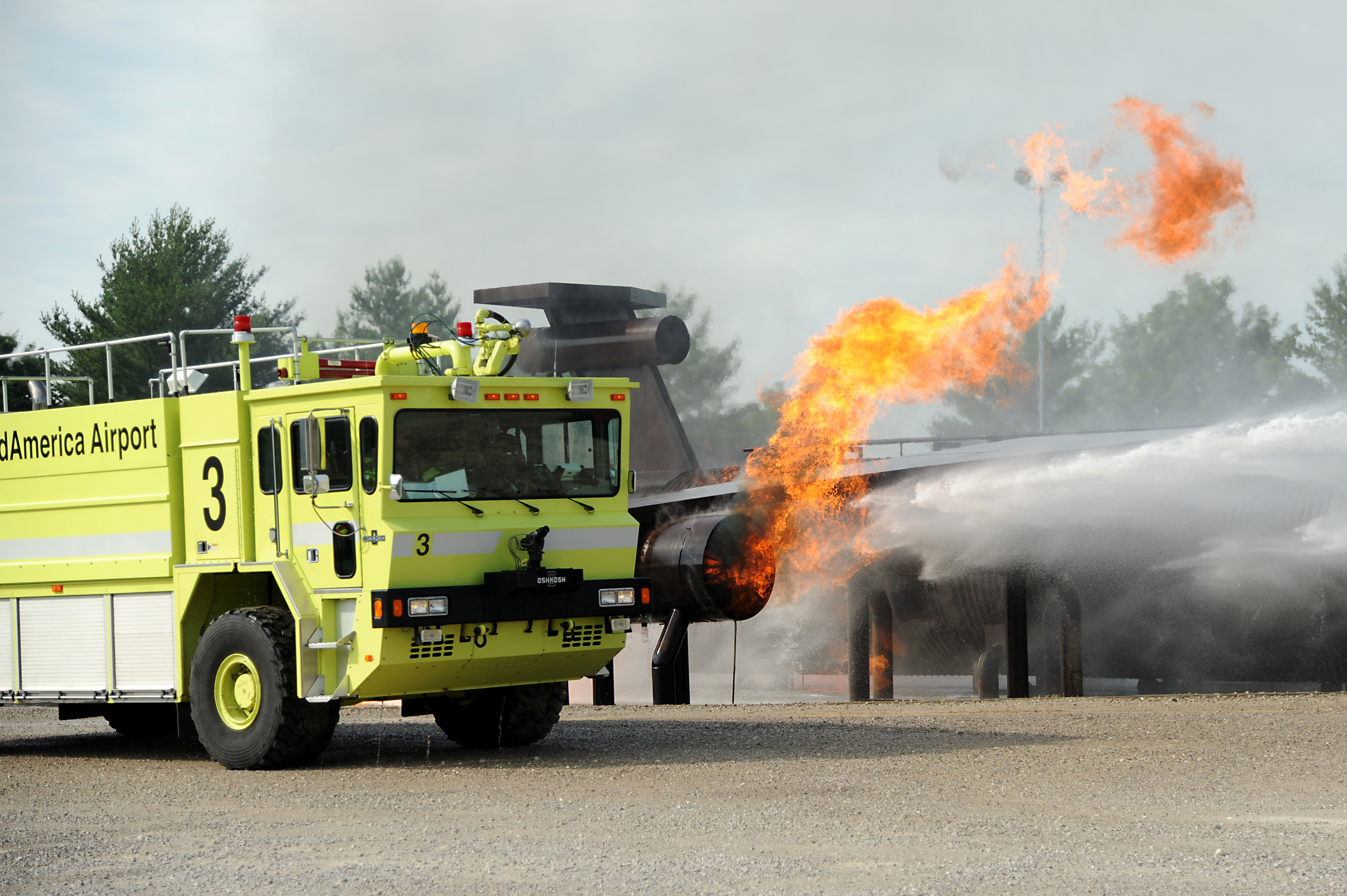
Практичне тренування з гасіння пожежі. 9 червня 2014